# Épagneul breton
L'Épagneul Breton, cioè lo spagnolo e bretone, è una razza di cani di origine spagnola e bretone (Francia), riconosciuta dalla FCI (Standard N. 95, Gruppo 7, Sezione 1).
Nel 1387 il conte Gastone Phoebus, nel suo famoso Livre de la chasse, ritiene questo cane originario della Spagna, da cui il nome Épagneul, che poi in Inghilterra si è trasformato in Brittany Spaniel e dal 1982 in poi soltanto Brittany.
La sua prima apparizione ad una mostra canina avvenne però nel 1892 e verso gli anni trenta comincia ad avere grande successo in tutti i Paesi.

## Caratteristiche e attitudini dell'Epagneul breton
Mentre generalmente i cani da ferma inglesi, i Pointer e i Setter, vengono utilizzati per far alzare la selvaggina e i Retriever e gli Spaniel la localizzano e la riportano, l'Épagneul compie tutto da solo.
Anche se c'è chi ritiene che questo cane sia nato e si sia sviluppato in Bretagna, e chi pensa che sia il risultato di incroci di Setter bianco arancio con altri cani bretoni e francesi, verosimilmente il nome Épagneul denota una origine comune spagnola con gli Spaniel inglesi.
La testa arrotondata si assottiglia verso il naso che ha le narici molto ben sviluppate.
Lo stop è ben evidente.
Gli occhi, infossati, sono generalmente di color ambra scura. Le orecchie sono lunghe, arrotondate e ricoperte di pelo ondulato. La dentatura è a forbice, il tronco è corto e diritto, con il posteriore angolato. La coda spesso è amputata, e termina con un ciuffo di peli ondulati. Alcuni esemplari possono nascere anuri o brachiuri.
Il peso dei maschi corrisponde generalmente a 15 kg mentre il peso standard per le femmine equivale a 13 kg, l'altezza dei maschi è generalmente di 48–50 cm e per le femmine è di 47–49 cm.
Il pelo è denso e leggermente ondulato, ma mai arricciato, e tende ad essere di maggior lunghezza sul posteriore. Il colore del manto è bianco e le macchie, abbastanza estese, possono variare dall'arancio intenso o rosso-bruno fino al nero, anche se in Francia si trovano esemplari con il manto blu-grigio a macchie marroni (Épagneul di Picardia) e l'Épagneul di Pont-Audemer.
La razza dell’epagneul breton è piuttosto recente: difatti risale ai primi del Novecento, quando si iniziava a stabilire uno ‘standard’ (non ufficiale, semplicemente si iniziavano ad ottenere risultati sempre uguali e a fissare caratteri anche estetici). Un po’ di tempo prima, circa nel 1860, questo tipo di cane iniziava ad acquisire importanza e ad essere considerato un utile cane da caccia: da queste primissime considerazioni iniziava la selezione che, in oltre quarant’anni di faticoso lavoro passato da allevatore in allevatore, ha reso i meticci simil cane da caccia dei cani come l’epagneul breton.

## Carattere
L'Épagneul è un cane vivace e molto intelligente, con una grande capacità di adattamento, sensibile e riservato ma anche espansivo e facile da addestrare, docile ed obbediente, calmo ma anche giocoso sa essere inoltre paziente con i bambini ed affettuoso con i proprietari.
Tende, se in famiglia viene adottato un altro animale, ad essere molto geloso e a manifestare questo suo sentimento con comportamenti scorretti o con aggressività palese verso il nuovo arrivato.
Da ricordare la sua origine di eccezionale cane da caccia: quindi occorre percorrere con lui lunghe passeggiate.
Indicato per famiglie con bimbi.